# Orthocentrus limpidus
Orthocentrus limpidus är en stekelart som beskrevs av André Seyrig 1935. Orthocentrus limpidus ingår i släktet Orthocentrus och familjen brokparasitsteklar. Inga underarter finns listade i Catalogue of Life.